# Thrasya
Thrasya là một chi thực vật có hoa trong họ Hòa thảo (Poaceae).

## Loài
Chi Thrasya gồm các loài: